# Società a responsabilità molto limitata
Società a responsabilità molto limitata è un film italiano del 1973, diretto da Paolo Bianchini.